# Trois des chars d'assaut
 (février 2016).
Si vous disposez d'ouvrages ou d'articles de référence ou si vous connaissez des sites web de qualité traitant du thème abordé ici, merci de compléter l'article en donnant les références utiles à sa vérifiabilité et en les liant à la section « Notes et références ».
Trois des chars d'assaut (They Were Not Divided) est un film de guerre en noir et blanc réalisé par Terence Young en 1950.